# Olympische Sommerspiele 1936/Basketball

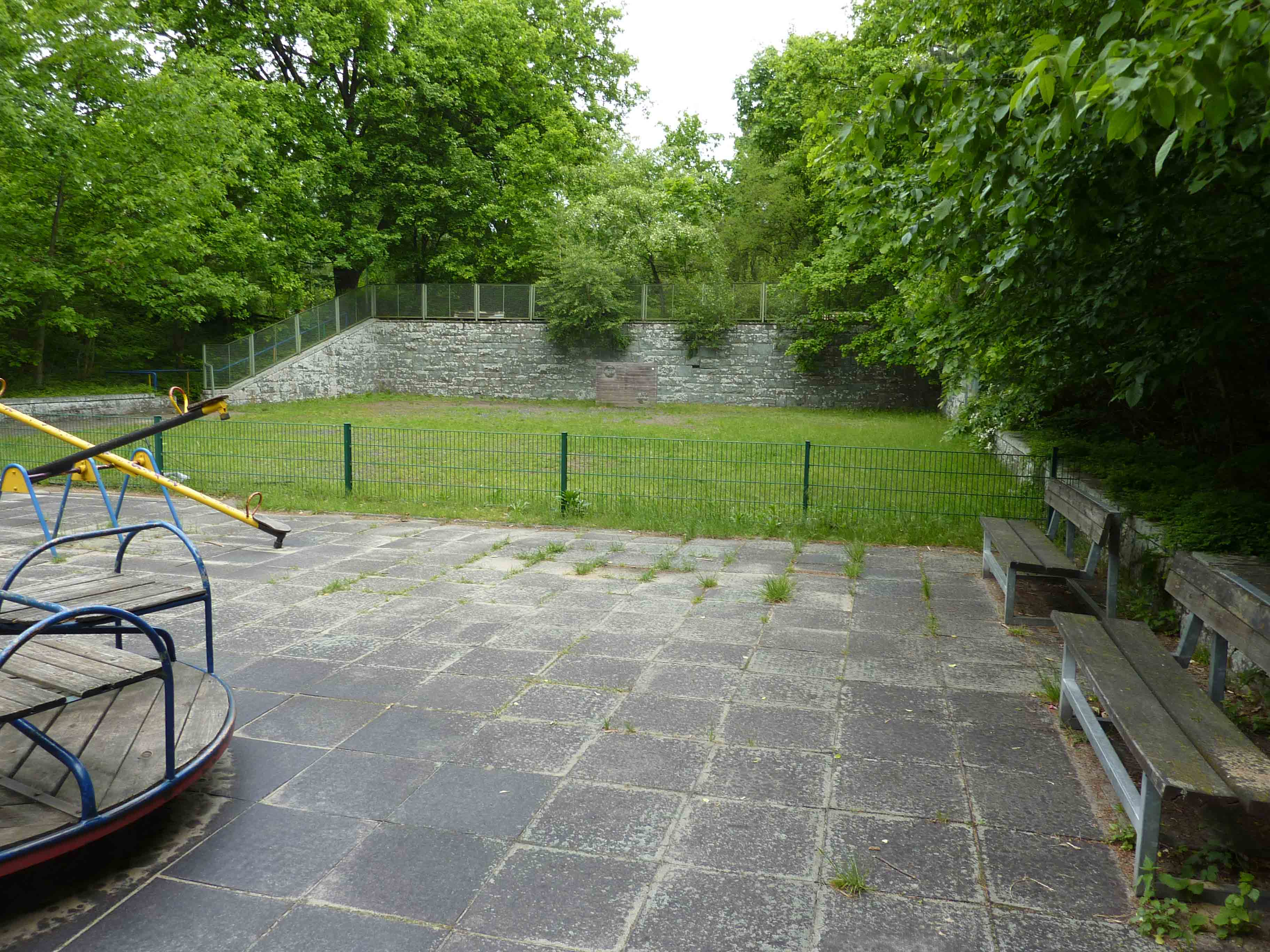
Basketballstadion der Olympischen Sommerspiele 1936, Zustand 2012

Bei den XI. Olympischen Sommerspielen 1936 in Berlin wurde ein Wettbewerb im Basketball ausgetragen.
Eine Mannschaft bestand aus bis zu 14 Spielern, von denen sieben pro Spiel nominiert werden konnten. Gespielt wurde auf den Tennisplätzen des Reichssportfeldes. Neu war, dass die Ständer mit dem Korb außerhalb des Spielfeldes standen und bis zur Höhe von zwei Metern gepolstert waren.
Ein Spiel dauerte zweimal 20 Minuten und das Turnier wurde als Pokalsystem ausgeführt. Das bedeutet, dass eine besiegte Mannschaft nicht sofort ausschied, sondern sie sich in der Trostrunde nochmals für die nächste Runde qualifizieren konnte. Die Verlierer des ersten Tages spielten am folgenden in der Trostrunde untereinander. Die Sieger waren in der nächsten Runde wieder beteiligt. So wurden während des olympischen Basketballturniers 40 Spiele ausgetragen.
Zur deutschen Mannschaft gehörten neben Willi Daume noch Otto Gottwald, Josef Schäfer und Adolf Künzel. Diese vier waren offiziell gemeldete Teilnehmer, die aber nicht zum aktiven Einsatz kamen.
Obwohl sich Spanien im Spanischen Bürgerkrieg befand und nicht an den Olympischen Sommerspielen in Berlin teilnahm, wurden die Ergebnisse als „nicht angetreten“ gewertet. Auch die beiden Spiele von Ungarn und zwei Spiele der Mannschaft aus Peru wurden als „nicht angetreten“ gewertet.
Peru trat zum Viertelfinale und den weiteren Platzierungsspielen nicht an. Die Mannschaft wurde zurückgezogen, um gegen die als ungerecht empfundene Behandlung der Fußballmannschaft im gleichzeitigen Olympiaturnier zu protestieren.

## Bilanz

### Medaillenspiegel
| Platz  | Land               | Gold | Silber | Bronze | Gesamt |
| ------ | ------------------ | ---- | ------ | ------ | ------ |
| 1      | Vereinigte Staaten | 1    | –      | –      | 1      |
| 2      | Kanada             | –    | 1      | –      | 1      |
| 3      | Mexiko             | –    | –      | 1      | 1      |
| Gesamt | Gesamt             | 1    | 1      | 1      | 3      |

## Abschlussplatzierungen
| Rang   | Nation                          | Athleten |
| ------ | ------------------------------- | --- |
| 1      | Vereinigte Staaten              | Ralph Bishop, Joe Fortenberry, Carl Knowles, Jack Williamson Ragland, Carl Shy, William John Wheatley, Francis Johnson, Samuel Balter, John Haskell Gibbons, Frank Lubin, Arthur Owen Mollner, Donald Arthur Piper, Willard Theodore Schmidt, Duane Swanson |
| 2      | Kanada                          | Gordon Aitchison, Ian Allison, Arthur Chapman, Charles Winston Chapman, Douglas Peden, James Stewart, Malcolm Wiseman, Irving Meretsky, Edward Dawson |
| 3      | Mexiko                          | Carlos Borja, Victor Borja, Raúl Fernández, Francisco Martínez, Jesús Olmos, Greer Skousen, Luis de la Vega, José Pamplona, Andrés Gómez, Silvio Hernández, Rodolfo Choperena                                                                               |
| 4      | Polen                           | Zdzisław Filipkiewicz, Florian Grzechowiak, Jakub Kopf, Ewaryst Łój, Andrzej Pluciński, Zenon Różycki, Edward Szostak, Zdzisław Kasprzak, Janusz Patrzykont, Paweł Stok                                                                                     |
| 5      | Philippinen                     | Charles Borck, Jacinto Ciria Cruz, Primitivo Martínez, Jesús Marzan, Franco Marquicias, Amador Obordo, Bibiano Ouano, Ambrosio Padilla, Fortunato Yambao, John Worrell, Primitivo Martínez                                                                  |
| 6      | Uruguay                         | Gregorio Agos, Humberto Bernasconi, Rodolfo Braselli, Carlos Gabín, Leandro Gomez Harley, Alejandro González Roig, Victor Latou Jaime, Prudencio de Pena, Tabaré Quintans                                                                                   |
| 7      | Italien                         | Enrico Castelli, Galeazzo Dondi, Livio Franceschini, Emilio Giassetti, Giancarlo Marinelli, Sergio Paganella, Egidio Premiani, G. Basso, Ambrogio Bessi, Adolfo Mazzini, Mario Novelli, Michele Pelliccia, Remo Piana                                       |
| 8      | Peru                            | Manuel Fiestas Arce, Rolando Bacigalupo, Willy Dasso, Antonio Flecha, Jose Carlos Godoy, Miguel Godoy, Luis Jacob, Antonio Oré, Armando Rossi, |
| 9      | Brasilien                       | Armando Albano, Ary dos Santos Furtado, Miguel Pedro Martinez Lopes, Américo Montanarini, Carmino de Pilla, Aloysio Ramos Accioly, Nelson Monteiro de Souza, Waldemar Gonçalves                                                                             |
| 9      | Chile                           | Luis Carrasco, Augusto Carvacho, José González, Eusebio Hernandez, Luis Ibaseta, Eduardo Kapstein Suckel, Michel Mehech |
| 9      | Tschechoslowakei                | Jiři Čtyroký, František Hájek, Josef Klíma, Karel Kuhn, Josef Moc, František Picek, Ladislav Trpkoš, Ludvík Dvořáček, Alois Dvořáček, Vitezslav Hloušek, Ladislav Prokop, Hubert Prokop                                                                     |
| 9      | Estland                         | Erich Altosaar, Aleksander Illi, Vladimir Kärk, Robert Keres, Evald Mahl, Aleksander Margiste, Heino Veskila, Artur Amon |
| 9      | Japan                           | Takehiko Kanakogi, Masayasu Maeda, Satoshi Matsui, Uichi Munakata, Takao Nakae, Seikyu Ri, Kenshichi Yokoyama, Chang Ri-jin |
| 9      | Schweiz                         | Fernand Bergmann, Pierre Carlier, René Karlen, Georges Laederach, Raymond Lambercy, Jean Pollet, Marcel Wuilleumier, Jean Pare |
| 15     | China                           | Feng Niehhwa, Hsu Chaohsung, Li Shaotang, Liu Baocheng, Liu Yunchang, Mou Tsyun, Shen Yikung, Tsai Yenhung, Wang Hungpin, Wang Shihsuan, Wang Yutseng, Wong Nanchen, Yu Chinghsiao                                                                          |
| 15     | Ägypten                         | Abdel Moneim Wahib Hussein, Albert Fahmy Tadros, Edward Risk Allah, Gamal El-Din Sabri, Jwani Riad Noseir, Kamal Riad Noseir, Mohamed Rashad Shafshak |
| 15     | Deutsches Reich                 | Hans Niclaus, Emil Göing, Kurt Oleska, Bernhard Cuiper, Karl Endres, Emil Lohbeck, Heinz Steinschulte, Otto Kuchenbecker, Siegfried Reischieß, Robert Duis, Willi Daume                                                                                     |
| 15     | Lettland                        | Eduards Andersons, Voldemārs Elmūts, Mārtiņš Grundmanis, Rūdolfs Jurciņš, Maksis Kazāks, Visvaldis Melderis, Džems Raudziņš |
| 19     | Belgien                         | Robert Breuwer, Gustave Crabbe, René Demanck, Emile Laermans, Pierre van Basselaere, Gustave Vereecken, Raymond Gérard, Guillaume Merckx |
| 19     | Frankreich                      | Pierre Boël, Georges Carrier, Robert Cohu, Jacques Fleuret, Fernand Prudhomme, Etienne Rolland, Lucien Thèze, Pierre Caque, Jean Couturier, Edmond Leclerc, Etienne Onimus                                                                                  |
| 19     | Türkei                          | Şeref Alemdar, Hayri Arsebük, Nihat Ertuğ, Jak Habib, Naili Moran, Kamil Ocak, Hazdayi Penso, Dionis Sakalak, Rupen Semerciyan, Sadri Usuoğlu |
|        | Spanien                         | Nicht zum Wettbewerb angetreten |
| Ungarn | Nicht zum Wettbewerb angetreten | |

## Ergebnisse

### 1. Runde
| 7. August 1936 16:00 Uhr |                                    | Estland | 34 – 29              | Frankreich | Reichssportfeld Tennisplatz 1, Berlin Schiedsrichter: H. Kalshaus (GER), J. Christensen (DEN), James Tobin (USA) |
| 7. August 1936 16:00 Uhr | Punkte pro Halbzeit: 16–17, 18–12. |         |                      |            | Reichssportfeld Tennisplatz 1, Berlin Schiedsrichter: H. Kalshaus (GER), J. Christensen (DEN), James Tobin (USA) |
| 7. August 1936 16:00 Uhr | Punkte: Veskila 11                 |         | Punkte: Prudhomme 14 |            | Reichssportfeld Tennisplatz 1, Berlin Schiedsrichter: H. Kalshaus (GER), J. Christensen (DEN), James Tobin (USA) |
| 7. August 1936 16:00 Uhr |                                    |         |                      |            | Reichssportfeld Tennisplatz 1, Berlin Schiedsrichter: H. Kalshaus (GER), J. Christensen (DEN), James Tobin (USA) |

| 7. August 1936 16:00 Uhr |                                   | Türkei | 16 – 30 | Chile | Reichssportfeld Tennisplatz 2, Berlin Schiedsrichter: Ch. Perschon (GER), Egidio Ghirimoldi (ITA), W. Balzereit (GER) |
| 7. August 1936 16:00 Uhr | Punkte pro Halbzeit: 5–15, 11–15. |        |         |       | Reichssportfeld Tennisplatz 2, Berlin Schiedsrichter: Ch. Perschon (GER), Egidio Ghirimoldi (ITA), W. Balzereit (GER) |
| 7. August 1936 16:00 Uhr |                                   |        |         |       | Reichssportfeld Tennisplatz 2, Berlin Schiedsrichter: Ch. Perschon (GER), Egidio Ghirimoldi (ITA), W. Balzereit (GER) |
| 7. August 1936 16:00 Uhr |                                   |        |         |       | Reichssportfeld Tennisplatz 2, Berlin Schiedsrichter: Ch. Perschon (GER), Egidio Ghirimoldi (ITA), W. Balzereit (GER) |

| 7. August 1936 16:00 Uhr |                                  | Schweiz | 25 – 18 | Deutsches Reich | Reichssportfeld Tennisplatz 3, Berlin Schiedsrichter: E. Zapp (GER), Lee Sang-bek (JPN), V. Merrill (GER) |
| 7. August 1936 16:00 Uhr | Punkte pro Halbzeit: 8–10, 17–8. |         |         |                 | Reichssportfeld Tennisplatz 3, Berlin Schiedsrichter: E. Zapp (GER), Lee Sang-bek (JPN), V. Merrill (GER) |
| 7. August 1936 16:00 Uhr |                                  |         |         |                 | Reichssportfeld Tennisplatz 3, Berlin Schiedsrichter: E. Zapp (GER), Lee Sang-bek (JPN), V. Merrill (GER) |
| 7. August 1936 16:00 Uhr |                                  |         |         |                 | Reichssportfeld Tennisplatz 3, Berlin Schiedsrichter: E. Zapp (GER), Lee Sang-bek (JPN), V. Merrill (GER) |

| 7. August 1936 17:00 Uhr |                                    | Polen | 28 – 44                                       | Italien | Reichssportfeld Tennisplatz 1, Berlin Schiedsrichter: Aleksey Selenoi (EST), H. Kalshaus (GER), J. Christensen (DEN) |
| 7. August 1936 17:00 Uhr | Punkte pro Halbzeit: 12–25, 16–19. |       |                                               |         | Reichssportfeld Tennisplatz 1, Berlin Schiedsrichter: Aleksey Selenoi (EST), H. Kalshaus (GER), J. Christensen (DEN) |
| 7. August 1936 17:00 Uhr | Punkte: 0                          |       | Punkte: Franceschini, Giassetti, Marinelli 11 |         | Reichssportfeld Tennisplatz 1, Berlin Schiedsrichter: Aleksey Selenoi (EST), H. Kalshaus (GER), J. Christensen (DEN) |
| 7. August 1936 17:00 Uhr |                                    |       |                                               |         | Reichssportfeld Tennisplatz 1, Berlin Schiedsrichter: Aleksey Selenoi (EST), H. Kalshaus (GER), J. Christensen (DEN) |

| 7. August 1936 17:00 Uhr |                                   | Peru | 35 – 22 | Ägypten | Reichssportfeld Tennisplatz 3, Berlin Schiedsrichter: E. Zapp (GER), Thomas H. Suvoong (CHN), V. Merrill (GER) |
| 7. August 1936 17:00 Uhr | Punkte pro Halbzeit: 17–6, 18–16. |      |         |         | Reichssportfeld Tennisplatz 3, Berlin Schiedsrichter: E. Zapp (GER), Thomas H. Suvoong (CHN), V. Merrill (GER) |
| 7. August 1936 17:00 Uhr |                                   |      |         |         | Reichssportfeld Tennisplatz 3, Berlin Schiedsrichter: E. Zapp (GER), Thomas H. Suvoong (CHN), V. Merrill (GER) |
| 7. August 1936 17:00 Uhr |                                   |      |         |         | Reichssportfeld Tennisplatz 3, Berlin Schiedsrichter: E. Zapp (GER), Thomas H. Suvoong (CHN), V. Merrill (GER) |

| 7. August 1936 18:00 Uhr |                                  | Lettland | 20 – 17   | Uruguay | Reichssportfeld Tennisplatz 1, Berlin Schiedsrichter: H. Kalshaus (GER), Henri Luciri (SUI), J. Christensen (DEN) |
| 7. August 1936 18:00 Uhr | Punkte pro Halbzeit: 11–11, 9–6. |          |           |         | Reichssportfeld Tennisplatz 1, Berlin Schiedsrichter: H. Kalshaus (GER), Henri Luciri (SUI), J. Christensen (DEN) |
| 7. August 1936 18:00 Uhr | Punkte: Raudziņš 10              |          | Punkte: 0 |         | Reichssportfeld Tennisplatz 1, Berlin Schiedsrichter: H. Kalshaus (GER), Henri Luciri (SUI), J. Christensen (DEN) |
| 7. August 1936 18:00 Uhr |                                  |          |           |         | Reichssportfeld Tennisplatz 1, Berlin Schiedsrichter: H. Kalshaus (GER), Henri Luciri (SUI), J. Christensen (DEN) |

| 7. August 1936 |                                   | Kanada | 24 – 17          | Brasilien | Reichssportfeld Tennisplatz 2, Berlin Schiedsrichter: Ch. Perschon (GER), Marcel Pfeuti (SUI), W. Balzereit (GER) |
| 7. August 1936 | Punkte pro Halbzeit: 14–7, 10–10. |        |                  |           | Reichssportfeld Tennisplatz 2, Berlin Schiedsrichter: Ch. Perschon (GER), Marcel Pfeuti (SUI), W. Balzereit (GER) |
| 7. August 1936 | Punkte: Chapman, Stewart 8        |        | Punkte: Baiano 8 |           | Reichssportfeld Tennisplatz 2, Berlin Schiedsrichter: Ch. Perschon (GER), Marcel Pfeuti (SUI), W. Balzereit (GER) |
| 7. August 1936 |                                   |        |                  |           | Reichssportfeld Tennisplatz 2, Berlin Schiedsrichter: Ch. Perschon (GER), Marcel Pfeuti (SUI), W. Balzereit (GER) |

| 7. August 1936 18:00 Uhr |                                   | Japan | 35 – 19 | China | Reichssportfeld Tennisplatz 4, Berlin Schiedsrichter: E. Judd (GER), H. Hammes (GER), Vittorio Ugolini (ITA) |
| 7. August 1936 18:00 Uhr | Punkte pro Halbzeit: 15–10, 20–9. |       |         |       | Reichssportfeld Tennisplatz 4, Berlin Schiedsrichter: E. Judd (GER), H. Hammes (GER), Vittorio Ugolini (ITA) |
| 7. August 1936 18:00 Uhr |                                   |       |         |       | Reichssportfeld Tennisplatz 4, Berlin Schiedsrichter: E. Judd (GER), H. Hammes (GER), Vittorio Ugolini (ITA) |
| 7. August 1936 18:00 Uhr |                                   |       |         |       | Reichssportfeld Tennisplatz 4, Berlin Schiedsrichter: E. Judd (GER), H. Hammes (GER), Vittorio Ugolini (ITA) |

| 7. August 1936 18:00 Uhr |                                  | Belgien | 9 – 32 | Mexiko | Reichssportfeld Tennisplatz 3, Berlin Schiedsrichter: E. Powers (CAN), E. Zapp (GER), V. Merrill (GER) |
| 7. August 1936 18:00 Uhr | Punkte pro Halbzeit: 2–21, 7–11. |         |        |        | Reichssportfeld Tennisplatz 3, Berlin Schiedsrichter: E. Powers (CAN), E. Zapp (GER), V. Merrill (GER) |
| 7. August 1936 18:00 Uhr |                                  |         |        |        | Reichssportfeld Tennisplatz 3, Berlin Schiedsrichter: E. Powers (CAN), E. Zapp (GER), V. Merrill (GER) |
| 7. August 1936 18:00 Uhr |                                  |         |        |        | Reichssportfeld Tennisplatz 3, Berlin Schiedsrichter: E. Powers (CAN), E. Zapp (GER), V. Merrill (GER) |

| 7. August 1936 |  | Vereinigte Staaten | w.o.- | Spanien | Reichssportfeld, Berlin |
| 7. August 1936 |  |                    |       |         | Reichssportfeld, Berlin |
| 7. August 1936 |  |                    |       |         | Reichssportfeld, Berlin |
| 7. August 1936 |  |                    |       |         | Reichssportfeld, Berlin |

| 7. August 1936 |  | Tschechoslowakei | w.o.- | Ungarn | Reichssportfeld, Berlin |
| 7. August 1936 |  |                  |       |        | Reichssportfeld, Berlin |
| 7. August 1936 |  |                  |       |        | Reichssportfeld, Berlin |
| 7. August 1936 |  |                  |       |        | Reichssportfeld, Berlin |

Freilos:  Philippinen

#### Hoffnungsrunde
| 8. August 1936 16:00 Uhr |                                | Uruguay | 17 – 10 | Belgien | Reichssportfeld Tennisplatz 1, Berlin Schiedsrichter: E. Powers (CAN), H. Kascher (GER), J. Christensen (DEN) |
| 8. August 1936 16:00 Uhr | Punkte pro Halbzeit: 8–7, 9–3. |         |         |         | Reichssportfeld Tennisplatz 1, Berlin Schiedsrichter: E. Powers (CAN), H. Kascher (GER), J. Christensen (DEN) |
| 8. August 1936 16:00 Uhr |                                |         |         |         | Reichssportfeld Tennisplatz 1, Berlin Schiedsrichter: E. Powers (CAN), H. Kascher (GER), J. Christensen (DEN) |
| 8. August 1936 16:00 Uhr |                                |         |         |         | Reichssportfeld Tennisplatz 1, Berlin Schiedsrichter: E. Powers (CAN), H. Kascher (GER), J. Christensen (DEN) |

| 8. August 1936 16:00 Uhr |                                    | China | 45 – 38 | Frankreich | Reichssportfeld Tennisplatz 2, Berlin Schiedsrichter: Aleksey Selenoi (EST), Ch. Perschon (GER), W. Balzereit (GER) |
| 8. August 1936 16:00 Uhr | Punkte pro Halbzeit: 22–22, 23–16. |       |         |            | Reichssportfeld Tennisplatz 2, Berlin Schiedsrichter: Aleksey Selenoi (EST), Ch. Perschon (GER), W. Balzereit (GER) |
| 8. August 1936 16:00 Uhr |                                    |       |         |            | Reichssportfeld Tennisplatz 2, Berlin Schiedsrichter: Aleksey Selenoi (EST), Ch. Perschon (GER), W. Balzereit (GER) |
| 8. August 1936 16:00 Uhr |                                    |       |         |            | Reichssportfeld Tennisplatz 2, Berlin Schiedsrichter: Aleksey Selenoi (EST), Ch. Perschon (GER), W. Balzereit (GER) |

| 8. August 1936 17:00 Uhr |                                   | Ägypten | 33 – 23 | Türkei | Reichssportfeld Tennisplatz 1, Berlin Schiedsrichter: H. Kalshaus (GER),J. Christensen (DEN), M. Creux (FRA) |
| 8. August 1936 17:00 Uhr | Punkte pro Halbzeit: 19–14, 14–9. |         |         |        | Reichssportfeld Tennisplatz 1, Berlin Schiedsrichter: H. Kalshaus (GER),J. Christensen (DEN), M. Creux (FRA) |
| 8. August 1936 17:00 Uhr |                                   |         |         |        | Reichssportfeld Tennisplatz 1, Berlin Schiedsrichter: H. Kalshaus (GER),J. Christensen (DEN), M. Creux (FRA) |
| 8. August 1936 17:00 Uhr |                                   |         |         |        | Reichssportfeld Tennisplatz 1, Berlin Schiedsrichter: H. Kalshaus (GER),J. Christensen (DEN), M. Creux (FRA) |

| 8. August 1936 |  | Brasilien | w.o.- | Ungarn | Reichssportfeld, Berlin |
| 8. August 1936 |  |           |       |        | Reichssportfeld, Berlin |
| 8. August 1936 |  |           |       |        | Reichssportfeld, Berlin |
| 8. August 1936 |  |           |       |        | Reichssportfeld, Berlin |

| 8. August 1936 |  | Deutsches Reich | w.o.- | Spanien | Reichssportfeld, Berlin |
| 8. August 1936 |  |                 |       |         | Reichssportfeld, Berlin |
| 8. August 1936 |  |                 |       |         | Reichssportfeld, Berlin |
| 8. August 1936 |  |                 |       |         | Reichssportfeld, Berlin |

Freilos:  Polen

### 2. Runde
| 9. August 1936 16:00 Uhr |                                    | Philippinen | 32 – 30 | Mexiko | Reichssportfeld Tennisplatz 1, Berlin Schiedsrichter: F. Gornig (GER), H. Kalshaus (GER), James Tobin (USA) |
| 9. August 1936 16:00 Uhr | Punkte pro Halbzeit: 17–19, 15–11. |             |         |        | Reichssportfeld Tennisplatz 1, Berlin Schiedsrichter: F. Gornig (GER), H. Kalshaus (GER), James Tobin (USA) |
| 9. August 1936 16:00 Uhr |                                    |             |         |        | Reichssportfeld Tennisplatz 1, Berlin Schiedsrichter: F. Gornig (GER), H. Kalshaus (GER), James Tobin (USA) |
| 9. August 1936 16:00 Uhr |                                    |             |         |        | Reichssportfeld Tennisplatz 1, Berlin Schiedsrichter: F. Gornig (GER), H. Kalshaus (GER), James Tobin (USA) |

| 9. August 1936 16:00 Uhr |                                    | Japan | 43 – 31 | Polen | Reichssportfeld Tennisplatz 2, Berlin Schiedsrichter: Aleksey Selenoi (EST), F. Becker (GER), H. Emschermann (GER) |
| 9. August 1936 16:00 Uhr | Punkte pro Halbzeit: 23–12, 20–19. |       |         |       | Reichssportfeld Tennisplatz 2, Berlin Schiedsrichter: Aleksey Selenoi (EST), F. Becker (GER), H. Emschermann (GER) |
| 9. August 1936 16:00 Uhr |                                    |       |         |       | Reichssportfeld Tennisplatz 2, Berlin Schiedsrichter: Aleksey Selenoi (EST), F. Becker (GER), H. Emschermann (GER) |
| 9. August 1936 16:00 Uhr |                                    |       |         |       | Reichssportfeld Tennisplatz 2, Berlin Schiedsrichter: Aleksey Selenoi (EST), F. Becker (GER), H. Emschermann (GER) |

| 9. August 1936 16:00 Uhr |                                   | Uruguay | 36 – 23 | Ägypten | Reichssportfeld Tennisplatz 3, Berlin Schiedsrichter: E. Zapp (GER), H. Kascher (GER), Thomas H. Suvoong (CHN) |
| 9. August 1936 16:00 Uhr | Punkte pro Halbzeit: 19–14, 14–9. |         |         |         | Reichssportfeld Tennisplatz 3, Berlin Schiedsrichter: E. Zapp (GER), H. Kascher (GER), Thomas H. Suvoong (CHN) |
| 9. August 1936 16:00 Uhr |                                   |         |         |         | Reichssportfeld Tennisplatz 3, Berlin Schiedsrichter: E. Zapp (GER), H. Kascher (GER), Thomas H. Suvoong (CHN) |
| 9. August 1936 16:00 Uhr |                                   |         |         |         | Reichssportfeld Tennisplatz 3, Berlin Schiedsrichter: E. Zapp (GER), H. Kascher (GER), Thomas H. Suvoong (CHN) |

| 9. August 1936 17:00 Uhr |                                    | Peru | 29 – 21 | China | Reichssportfeld Tennisplatz 1, Berlin Schiedsrichter: F. Gornig (GER), H. Kalshaus (GER), Vittorio Ugolini (ITA) |
| 9. August 1936 17:00 Uhr | Punkte pro Halbzeit: 16–10, 13–11. |      |         |       | Reichssportfeld Tennisplatz 1, Berlin Schiedsrichter: F. Gornig (GER), H. Kalshaus (GER), Vittorio Ugolini (ITA) |
| 9. August 1936 17:00 Uhr |                                    |      |         |       | Reichssportfeld Tennisplatz 1, Berlin Schiedsrichter: F. Gornig (GER), H. Kalshaus (GER), Vittorio Ugolini (ITA) |
| 9. August 1936 17:00 Uhr |                                    |      |         |       | Reichssportfeld Tennisplatz 1, Berlin Schiedsrichter: F. Gornig (GER), H. Kalshaus (GER), Vittorio Ugolini (ITA) |

| 9. August 1936 17:00 Uhr |                                   | Vereinigte Staaten | 52 – 28            | Estland | Reichssportfeld Tennisplatz 2, Berlin Schiedsrichter: H. Emschermann (GER), H. Hammes (GER), Henri Luciri (EST) |
| 9. August 1936 17:00 Uhr | Punkte pro Halbzeit: 26–7, 26–21. |                    |                    |         | Reichssportfeld Tennisplatz 2, Berlin Schiedsrichter: H. Emschermann (GER), H. Hammes (GER), Henri Luciri (EST) |
| 9. August 1936 17:00 Uhr | Punkte: Lubin 13                  |                    | Punkte: Veskila 20 |         | Reichssportfeld Tennisplatz 2, Berlin Schiedsrichter: H. Emschermann (GER), H. Hammes (GER), Henri Luciri (EST) |
| 9. August 1936 17:00 Uhr |                                   |                    |                    |         | Reichssportfeld Tennisplatz 2, Berlin Schiedsrichter: H. Emschermann (GER), H. Hammes (GER), Henri Luciri (EST) |

| 9. August 1936 17:00 Uhr |                                   | Italien | 58 – 16   | Deutsches Reich | Reichssportfeld Tennisplatz 3, Berlin Schiedsrichter: H. Kascher (GER), K. Falk (GER), Lee Sang-bek (JPN) |
| 9. August 1936 17:00 Uhr | Punkte pro Halbzeit: 38–11, 20–5. |         |           |                 | Reichssportfeld Tennisplatz 3, Berlin Schiedsrichter: H. Kascher (GER), K. Falk (GER), Lee Sang-bek (JPN) |
| 9. August 1936 17:00 Uhr | Punkte: Paganella 24              |         | Punkte: 0 |                 | Reichssportfeld Tennisplatz 3, Berlin Schiedsrichter: H. Kascher (GER), K. Falk (GER), Lee Sang-bek (JPN) |
| 9. August 1936 17:00 Uhr |                                   |         |           |                 | Reichssportfeld Tennisplatz 3, Berlin Schiedsrichter: H. Kascher (GER), K. Falk (GER), Lee Sang-bek (JPN) |

| 9. August 1936 18:00 Uhr |                                  | Schweiz | 25 – 12 | Tschechoslowakei | Reichssportfeld Tennisplatz 1, Berlin Schiedsrichter: F. Gornig (GER), H. Kalshaus (GER), M. Creux (FRA) |
| 9. August 1936 18:00 Uhr | Punkte pro Halbzeit: 13–4, 12–8. |         |         |                  | Reichssportfeld Tennisplatz 1, Berlin Schiedsrichter: F. Gornig (GER), H. Kalshaus (GER), M. Creux (FRA) |
| 9. August 1936 18:00 Uhr |                                  |         |         |                  | Reichssportfeld Tennisplatz 1, Berlin Schiedsrichter: F. Gornig (GER), H. Kalshaus (GER), M. Creux (FRA) |
| 9. August 1936 18:00 Uhr |                                  |         |         |                  | Reichssportfeld Tennisplatz 1, Berlin Schiedsrichter: F. Gornig (GER), H. Kalshaus (GER), M. Creux (FRA) |

| 9. August 1936 18:00 Uhr |                                   | Chile | 23 – 18 | Brasilien | Reichssportfeld Tennisplatz 2, Berlin Schiedsrichter: E. Powers (CAN), F. Becker (GER), H. Hammes (GER) |
| 9. August 1936 18:00 Uhr | Punkte pro Halbzeit: 10–4, 13–14. |       |         |           | Reichssportfeld Tennisplatz 2, Berlin Schiedsrichter: E. Powers (CAN), F. Becker (GER), H. Hammes (GER) |
| 9. August 1936 18:00 Uhr |                                   |       |         |           | Reichssportfeld Tennisplatz 2, Berlin Schiedsrichter: E. Powers (CAN), F. Becker (GER), H. Hammes (GER) |
| 9. August 1936 18:00 Uhr |                                   |       |         |           | Reichssportfeld Tennisplatz 2, Berlin Schiedsrichter: E. Powers (CAN), F. Becker (GER), H. Hammes (GER) |

| 9. August 1936 18:00 Uhr |                                   | Kanada | 34 – 23            | Lettland | Reichssportfeld Tennisplatz 3, Berlin Schiedsrichter: H. Kascher (GER), K. Falk (GER), Lee Sang-bek (JPN) |
| 9. August 1936 18:00 Uhr | Punkte pro Halbzeit: 9–12, 25–11. |        |                    |          | Reichssportfeld Tennisplatz 3, Berlin Schiedsrichter: H. Kascher (GER), K. Falk (GER), Lee Sang-bek (JPN) |
| 9. August 1936 18:00 Uhr | Punkte: Aitchison, Peden 11       |        | Punkte: Jurciņš 12 |          | Reichssportfeld Tennisplatz 3, Berlin Schiedsrichter: H. Kascher (GER), K. Falk (GER), Lee Sang-bek (JPN) |
| 9. August 1936 18:00 Uhr |                                   |        |                    |          | Reichssportfeld Tennisplatz 3, Berlin Schiedsrichter: H. Kascher (GER), K. Falk (GER), Lee Sang-bek (JPN) |

#### Hoffnungsrunde
| 10. August 1936 16:00 Uhr |                                    | Polen | 28 – 23            | Lettland | Reichssportfeld Tennisplatz 1, Berlin Schiedsrichter: F. Gornig (GER), H. Kalshaus (GER), Vittorio Ugolini (ITA) |
| 10. August 1936 16:00 Uhr | Punkte pro Halbzeit: 14–12, 14–11. |       |                    |          | Reichssportfeld Tennisplatz 1, Berlin Schiedsrichter: F. Gornig (GER), H. Kalshaus (GER), Vittorio Ugolini (ITA) |
| 10. August 1936 16:00 Uhr | Punkte: 0                          |       | Punkte: Jurciņš 11 |          | Reichssportfeld Tennisplatz 1, Berlin Schiedsrichter: F. Gornig (GER), H. Kalshaus (GER), Vittorio Ugolini (ITA) |
| 10. August 1936 16:00 Uhr |                                    |       |                    |          | Reichssportfeld Tennisplatz 1, Berlin Schiedsrichter: F. Gornig (GER), H. Kalshaus (GER), Vittorio Ugolini (ITA) |

| 10. August 1936 16:00 Uhr |                                  | Brasilien | 32 – 14 | China | Reichssportfeld Tennisplatz 2, Berlin Schiedsrichter: Aleksey Selenoi (EST), H. Emschermann (GER), H. Hammes (GER) |
| 10. August 1936 16:00 Uhr | Punkte pro Halbzeit: 16–5, 16–9. |           |         |       | Reichssportfeld Tennisplatz 2, Berlin Schiedsrichter: Aleksey Selenoi (EST), H. Emschermann (GER), H. Hammes (GER) |
| 10. August 1936 16:00 Uhr |                                  |           |         |       | Reichssportfeld Tennisplatz 2, Berlin Schiedsrichter: Aleksey Selenoi (EST), H. Emschermann (GER), H. Hammes (GER) |
| 10. August 1936 16:00 Uhr |                                  |           |         |       | Reichssportfeld Tennisplatz 2, Berlin Schiedsrichter: Aleksey Selenoi (EST), H. Emschermann (GER), H. Hammes (GER) |

| 10. August 1936 17:00 Uhr |                                  | Mexiko | 32 – 10 | Ägypten | Reichssportfeld Tennisplatz 1, Berlin Schiedsrichter: F. Gornig (GER), H. Kalshaus (GER), Marcel Pfeuti (SUI) |
| 10. August 1936 17:00 Uhr | Punkte pro Halbzeit: 16–8, 16–2. |        |         |         | Reichssportfeld Tennisplatz 1, Berlin Schiedsrichter: F. Gornig (GER), H. Kalshaus (GER), Marcel Pfeuti (SUI) |
| 10. August 1936 17:00 Uhr |                                  |        |         |         | Reichssportfeld Tennisplatz 1, Berlin Schiedsrichter: F. Gornig (GER), H. Kalshaus (GER), Marcel Pfeuti (SUI) |
| 10. August 1936 17:00 Uhr |                                  |        |         |         | Reichssportfeld Tennisplatz 1, Berlin Schiedsrichter: F. Gornig (GER), H. Kalshaus (GER), Marcel Pfeuti (SUI) |

| 10. August 1936 17:00 Uhr |                                 | Tschechoslowakei | 20 – 9 | Deutsches Reich | Reichssportfeld Tennisplatz 2, Berlin Schiedsrichter: Ch. Perschon (GER), E. Powers (CAN), H. Kascher (GER) |
| 10. August 1936 17:00 Uhr | Punkte pro Halbzeit: 11–5, 9–4. |                  |        |                 | Reichssportfeld Tennisplatz 2, Berlin Schiedsrichter: Ch. Perschon (GER), E. Powers (CAN), H. Kascher (GER) |
| 10. August 1936 17:00 Uhr |                                 |                  |        |                 | Reichssportfeld Tennisplatz 2, Berlin Schiedsrichter: Ch. Perschon (GER), E. Powers (CAN), H. Kascher (GER) |
| 10. August 1936 17:00 Uhr |                                 |                  |        |                 | Reichssportfeld Tennisplatz 2, Berlin Schiedsrichter: Ch. Perschon (GER), E. Powers (CAN), H. Kascher (GER) |

Freilos:  Estland

### 3. Runde
| 11. August 1936 16:00 Uhr |                                   | Philippinen | 39 – 22           | Estland | Reichssportfeld Tennisplatz 1, Berlin Schiedsrichter: F. Gornig (GER), H. Kascher (GER), James Tobin (USA) |
| 11. August 1936 16:00 Uhr | Punkte pro Halbzeit: 21–4, 18–18. |             |                   |         | Reichssportfeld Tennisplatz 1, Berlin Schiedsrichter: F. Gornig (GER), H. Kascher (GER), James Tobin (USA) |
| 11. August 1936 16:00 Uhr | Punkte: 0                         |             | Punkte: Veskila 8 |         | Reichssportfeld Tennisplatz 1, Berlin Schiedsrichter: F. Gornig (GER), H. Kascher (GER), James Tobin (USA) |
| 11. August 1936 16:00 Uhr |                                   |             |                   |         | Reichssportfeld Tennisplatz 1, Berlin Schiedsrichter: F. Gornig (GER), H. Kascher (GER), James Tobin (USA) |

| 11. August 1936 16:00 Uhr |                                   | Chile | 19 – 27              | Italien | Reichssportfeld Tennisplatz 2, Berlin Schiedsrichter: Aleksey Selenoi (EST), Ch. Perschon (GER), W. Balzereit (GER) |
| 11. August 1936 16:00 Uhr | Punkte pro Halbzeit: 12–16, 7–11. |       |                      |         | Reichssportfeld Tennisplatz 2, Berlin Schiedsrichter: Aleksey Selenoi (EST), Ch. Perschon (GER), W. Balzereit (GER) |
| 11. August 1936 16:00 Uhr | Punkte: 0                         |       | Punkte: Marinelli 12 |         | Reichssportfeld Tennisplatz 2, Berlin Schiedsrichter: Aleksey Selenoi (EST), Ch. Perschon (GER), W. Balzereit (GER) |
| 11. August 1936 16:00 Uhr |                                   |       |                      |         | Reichssportfeld Tennisplatz 2, Berlin Schiedsrichter: Aleksey Selenoi (EST), Ch. Perschon (GER), W. Balzereit (GER) |

| 11. August 1936 16:00 Uhr |                                   | Mexiko | 28 – 22 | Japan | Reichssportfeld Tennisplatz 5, Berlin Schiedsrichter: E. Powers (CAN), H. Emschermann (GER), K. Scheider (GER) |
| 11. August 1936 16:00 Uhr | Punkte pro Halbzeit: 12–8, 16–14. |        |         |       | Reichssportfeld Tennisplatz 5, Berlin Schiedsrichter: E. Powers (CAN), H. Emschermann (GER), K. Scheider (GER) |
| 11. August 1936 16:00 Uhr |                                   |        |         |       | Reichssportfeld Tennisplatz 5, Berlin Schiedsrichter: E. Powers (CAN), H. Emschermann (GER), K. Scheider (GER) |
| 11. August 1936 16:00 Uhr |                                   |        |         |       | Reichssportfeld Tennisplatz 5, Berlin Schiedsrichter: E. Powers (CAN), H. Emschermann (GER), K. Scheider (GER) |

| 11. August 1936 17:00 Uhr |                                  | Schweiz | 9 – 27            | Kanada | Reichssportfeld Tennisplatz 1, Berlin Schiedsrichter: Egidio Ghirimoldi (ITA), F. Gornig (GER), H. Kascher (GER) |
| 11. August 1936 17:00 Uhr | Punkte pro Halbzeit: 1–13, 8–14. |         |                   |        | Reichssportfeld Tennisplatz 1, Berlin Schiedsrichter: Egidio Ghirimoldi (ITA), F. Gornig (GER), H. Kascher (GER) |
| 11. August 1936 17:00 Uhr | Punkte: Lambercy 6               |         | Punkte: Chapman 9 |        | Reichssportfeld Tennisplatz 1, Berlin Schiedsrichter: Egidio Ghirimoldi (ITA), F. Gornig (GER), H. Kascher (GER) |
| 11. August 1936 17:00 Uhr |                                  |         |                   |        | Reichssportfeld Tennisplatz 1, Berlin Schiedsrichter: Egidio Ghirimoldi (ITA), F. Gornig (GER), H. Kascher (GER) |

| 11. August 1936 17:00 Uhr |                                   | Uruguay | 28 – 19 | Tschechoslowakei | Reichssportfeld Tennisplatz 2, Berlin Schiedsrichter: Ch. Perschon (GER), Vittorio Ugolini (ITA), W. Balzereit (GER) |
| 11. August 1936 17:00 Uhr | Punkte pro Halbzeit: 14–8, 14–11. |         |         |                  | Reichssportfeld Tennisplatz 2, Berlin Schiedsrichter: Ch. Perschon (GER), Vittorio Ugolini (ITA), W. Balzereit (GER) |
| 11. August 1936 17:00 Uhr |                                   |         |         |                  | Reichssportfeld Tennisplatz 2, Berlin Schiedsrichter: Ch. Perschon (GER), Vittorio Ugolini (ITA), W. Balzereit (GER) |
| 11. August 1936 17:00 Uhr |                                   |         |         |                  | Reichssportfeld Tennisplatz 2, Berlin Schiedsrichter: Ch. Perschon (GER), Vittorio Ugolini (ITA), W. Balzereit (GER) |

| 11. August 1936 17:00 Uhr |                                    | Brasilien | 25 – 33            | Polen | Reichssportfeld Tennisplatz 5, Berlin Schiedsrichter: E. Powers (CAN), H. Emschermann (GER), K. Scheider (GER) |
| 11. August 1936 17:00 Uhr | Punkte pro Halbzeit: 10–17, 15–16. |           |                    |       | Reichssportfeld Tennisplatz 5, Berlin Schiedsrichter: E. Powers (CAN), H. Emschermann (GER), K. Scheider (GER) |
| 11. August 1936 17:00 Uhr | Punkte: 0                          |           | Punkte: Różycki 14 |       | Reichssportfeld Tennisplatz 5, Berlin Schiedsrichter: E. Powers (CAN), H. Emschermann (GER), K. Scheider (GER) |
| 11. August 1936 17:00 Uhr |                                    |           |                    |       | Reichssportfeld Tennisplatz 5, Berlin Schiedsrichter: E. Powers (CAN), H. Emschermann (GER), K. Scheider (GER) |

Freilose:  Vereinigte Staaten und  Peru

### Viertelfinale
| 12. August 1936 17:00 Uhr |                                   | Vereinigte Staaten | 56 – 23          | Philippinen | Reichssportfeld Tennisstadion, Berlin Schiedsrichter: A. Klingemann (GER), Aleksey Selenoi (EST), K. Scheider (GER) |
| 12. August 1936 17:00 Uhr | Punkte pro Halbzeit: 28–20, 28–3. |                    |                  |             | Reichssportfeld Tennisstadion, Berlin Schiedsrichter: A. Klingemann (GER), Aleksey Selenoi (EST), K. Scheider (GER) |
| 12. August 1936 17:00 Uhr | Punkte: Fortenberry 21            |                    | Punkte: Borck 10 |             | Reichssportfeld Tennisstadion, Berlin Schiedsrichter: A. Klingemann (GER), Aleksey Selenoi (EST), K. Scheider (GER) |
| 12. August 1936 17:00 Uhr |                                   |                    |                  |             | Reichssportfeld Tennisstadion, Berlin Schiedsrichter: A. Klingemann (GER), Aleksey Selenoi (EST), K. Scheider (GER) |

| 12. August 1936 17:00 Uhr |                                   | Mexiko | 24 – 17             | Italien | Reichssportfeld Tennisplatz 5, Berlin Schiedsrichter: E. Powers (CAN), F. Becker (GER), H. Hammes (GER) |
| 12. August 1936 17:00 Uhr | Punkte pro Halbzeit: 20–7, 14–10. |        |                     |         | Reichssportfeld Tennisplatz 5, Berlin Schiedsrichter: E. Powers (CAN), F. Becker (GER), H. Hammes (GER) |
| 12. August 1936 17:00 Uhr | Punkte: 0                         |        | Punkte: Giassetti 5 |         | Reichssportfeld Tennisplatz 5, Berlin Schiedsrichter: E. Powers (CAN), F. Becker (GER), H. Hammes (GER) |
| 12. August 1936 17:00 Uhr |                                   |        |                     |         | Reichssportfeld Tennisplatz 5, Berlin Schiedsrichter: E. Powers (CAN), F. Becker (GER), H. Hammes (GER) |

| 12. August 1936 18:00 Uhr |                                   | Kanada | 43 – 21               | Uruguay | Reichssportfeld, Tennisstadion, Berlin Schiedsrichter: A. Klingemann (GER), K. Scheider (GER), Thomas H. Suvoong (CHN) |
| 12. August 1936 18:00 Uhr | Punkte pro Halbzeit: 23–20, 6–15. |        |                       |         | Reichssportfeld, Tennisstadion, Berlin Schiedsrichter: A. Klingemann (GER), K. Scheider (GER), Thomas H. Suvoong (CHN) |
| 12. August 1936 18:00 Uhr | Punkte: Chapman 12                |        | Punkte: Bernasconi 10 |         | Reichssportfeld, Tennisstadion, Berlin Schiedsrichter: A. Klingemann (GER), K. Scheider (GER), Thomas H. Suvoong (CHN) |
| 12. August 1936 18:00 Uhr |                                   |        |                       |         | Reichssportfeld, Tennisstadion, Berlin Schiedsrichter: A. Klingemann (GER), K. Scheider (GER), Thomas H. Suvoong (CHN) |

| 12. August 1936 |  | Polen | w.o.- | Peru | Reichssportfeld, Berlin |
| 12. August 1936 |  |       |       |      | Reichssportfeld, Berlin |
| 12. August 1936 |  |       |       |      | Reichssportfeld, Berlin |
| 12. August 1936 |  |       |       |      | Reichssportfeld, Berlin |

### Platz 5 bis 8

#### Platzierungsspiele
| 13. August 1936 17:00 Uhr |                                  | Philippinen | 32 – 14            | Italien | Reichssportfeld Tennisplatz 5, Berlin Schiedsrichter: H. Emschermann (GER), H. Hammes (GER), Rupen Semerciyan (TUR) |
| 13. August 1936 17:00 Uhr | Punkte pro Halbzeit: 18–8, 14–6. |             |                    |         | Reichssportfeld Tennisplatz 5, Berlin Schiedsrichter: H. Emschermann (GER), H. Hammes (GER), Rupen Semerciyan (TUR) |
| 13. August 1936 17:00 Uhr | Punkte: 0                        |             | Punkte: Mazzini 10 |         | Reichssportfeld Tennisplatz 5, Berlin Schiedsrichter: H. Emschermann (GER), H. Hammes (GER), Rupen Semerciyan (TUR) |
| 13. August 1936 17:00 Uhr |                                  |             |                    |         | Reichssportfeld Tennisplatz 5, Berlin Schiedsrichter: H. Emschermann (GER), H. Hammes (GER), Rupen Semerciyan (TUR) |

| 13. August 1936 |  | Uruguay | w.o.- | Peru | Reichssportfeld, Berlin |
| 13. August 1936 |  |         |       |      | Reichssportfeld, Berlin |
| 13. August 1936 |  |         |       |      | Reichssportfeld, Berlin |
| 13. August 1936 |  |         |       |      | Reichssportfeld, Berlin |

#### Spiel um Platz 5
| 13. August 1936 |                                    | Philippinen | 32 – 14 | Uruguay | Reichssportfeld Tennisstadion, Berlin Schiedsrichter: Aleksey Selenoi (EST), H. Emschermann (GER), K. Scheider (GER) |
| 13. August 1936 | Punkte pro Halbzeit: 14–12, 19–11. |             |         |         | Reichssportfeld Tennisstadion, Berlin Schiedsrichter: Aleksey Selenoi (EST), H. Emschermann (GER), K. Scheider (GER) |
| 13. August 1936 |                                    |             |         |         | Reichssportfeld Tennisstadion, Berlin Schiedsrichter: Aleksey Selenoi (EST), H. Emschermann (GER), K. Scheider (GER) |
| 13. August 1936 |                                    |             |         |         | Reichssportfeld Tennisstadion, Berlin Schiedsrichter: Aleksey Selenoi (EST), H. Emschermann (GER), K. Scheider (GER) |

#### Spiel um Platz 7
| 13. August 1936 |  | Italien | w.o.- | Peru | Reichssportfeld, Berlin |
| 13. August 1936 |  |         |       |      | Reichssportfeld, Berlin |
| 13. August 1936 |  |         |       |      | Reichssportfeld, Berlin |
| 13. August 1936 |  |         |       |      | Reichssportfeld, Berlin |

### Halbfinale
| 13. August 1936 17:00 Uhr |                                  | Vereinigte Staaten | 25 – 10         | Mexiko | Reichssportfeld Tennisstadion, Berlin Schiedsrichter: H. Kalshaus (GER), K. Scheider (GER), Thomas H. Suvoong (CHN) |
| 13. August 1936 17:00 Uhr | Punkte pro Halbzeit: 13–2, 12–8. |                    |                 |        | Reichssportfeld Tennisstadion, Berlin Schiedsrichter: H. Kalshaus (GER), K. Scheider (GER), Thomas H. Suvoong (CHN) |
| 13. August 1936 17:00 Uhr | Punkte: Balter 10                |                    | Punkte: Borja 4 |        | Reichssportfeld Tennisstadion, Berlin Schiedsrichter: H. Kalshaus (GER), K. Scheider (GER), Thomas H. Suvoong (CHN) |
| 13. August 1936 17:00 Uhr |                                  |                    |                 |        | Reichssportfeld Tennisstadion, Berlin Schiedsrichter: H. Kalshaus (GER), K. Scheider (GER), Thomas H. Suvoong (CHN) |

| 13. August 1936 18:00 Uhr |                                  | Polen | 15 – 42          | Kanada | Reichssportfeld Tennisstadion, Berlin Schiedsrichter: H. Kalshaus (GER), K. Scheider (GER), Vittorio Ugolini (ITA) |
| 13. August 1936 18:00 Uhr | Punkte pro Halbzeit: 6–23, 9–19. |       |                  |        | Reichssportfeld Tennisstadion, Berlin Schiedsrichter: H. Kalshaus (GER), K. Scheider (GER), Vittorio Ugolini (ITA) |
| 13. August 1936 18:00 Uhr | Punkte: Różycki 9                |       | Punkte: Peden 18 |        | Reichssportfeld Tennisstadion, Berlin Schiedsrichter: H. Kalshaus (GER), K. Scheider (GER), Vittorio Ugolini (ITA) |
| 13. August 1936 18:00 Uhr |                                  |       |                  |        | Reichssportfeld Tennisstadion, Berlin Schiedsrichter: H. Kalshaus (GER), K. Scheider (GER), Vittorio Ugolini (ITA) |

### Spiel um Bronze
| 14. August 1936 17:00 Uhr |                                 | Mexiko | 26 – 12 | Polen | Reichssportfeld Tennisplatz 3, Berlin Schiedsrichter: H. Emschermann (GER), K. Scheider (GER), Marcel Pfeuti (SUI) |
| 14. August 1936 17:00 Uhr | Punkte pro Halbzeit: 23–8, 3–4. |        |         |       | Reichssportfeld Tennisplatz 3, Berlin Schiedsrichter: H. Emschermann (GER), K. Scheider (GER), Marcel Pfeuti (SUI) |
| 14. August 1936 17:00 Uhr |                                 |        |         |       | Reichssportfeld Tennisplatz 3, Berlin Schiedsrichter: H. Emschermann (GER), K. Scheider (GER), Marcel Pfeuti (SUI) |
| 14. August 1936 17:00 Uhr |                                 |        |         |       | Reichssportfeld Tennisplatz 3, Berlin Schiedsrichter: H. Emschermann (GER), K. Scheider (GER), Marcel Pfeuti (SUI) |

### Finale
| 14. August 1936 18:25 Uhr |                                 | Vereinigte Staaten | 19 – 8            | Kanada | Reichssportfeld Tennisplatz 4, Berlin Schiedsrichter: H. Emschermann (GER), K. Scheider (GER), Thomas H. Suvoong (CHN) |
| 14. August 1936 18:25 Uhr | Punkte pro Halbzeit: 15–4, 4–4. |                    |                   |        | Reichssportfeld Tennisplatz 4, Berlin Schiedsrichter: H. Emschermann (GER), K. Scheider (GER), Thomas H. Suvoong (CHN) |
| 14. August 1936 18:25 Uhr | Punkte: Fortenberry 8           |                    | Punkte: Allison 4 |        | Reichssportfeld Tennisplatz 4, Berlin Schiedsrichter: H. Emschermann (GER), K. Scheider (GER), Thomas H. Suvoong (CHN) |
| 14. August 1936 18:25 Uhr |                                 |                    |                   |        | Reichssportfeld Tennisplatz 4, Berlin Schiedsrichter: H. Emschermann (GER), K. Scheider (GER), Thomas H. Suvoong (CHN) |